# Ago あの頃へラブレター
『Ago あの頃へラブレター』（アゴー あのころへラブレター）は、日本の歌手である研ナオコの17枚目のオリジナルアルバム。
1993年10月21日発売。販売・発売元はポニーキャニオン。規格品番は、PCCA-00485（CD）、PCTA-00173（CT）。

## 解説
1981年にリリースされた『恋愛論』以来、約12年ぶりのニューミュージック楽曲のカバー・アルバム。アルバムと同時発売された「Mary Jane」他全11曲を収録している。

## 批評
| 専門評論家によるレビュー | 専門評論家によるレビュー |
| レビュー・スコア         | レビュー・スコア         |
| 出典                     | 評価                     |
| ------------------------ | ------------------------ |
| CDジャーナル             | 肯定的                   |

CDジャーナルは、「TVで見ているのはおちゃらけてる姿ばかり…それも、上手すぎるゆえの不幸か」と分析し、「“やりきれなさ”を抑制した歌声に凝縮するのはお手のもの。他人の曲も自らの分身として完全消化する底力など、存分に“らしさ”を発揮、しっとりとしたアルバムに仕上げている」と肯定的に評価している。

## 収録曲

### CD
| 全編曲: 川村栄二。 |                                 |                |              |       |
| #                  | タイトル                        | 作詞           | 作曲         | 時間  |
| 1.                 | 「『いちご白書』をもう一度」    | 荒井由実       | 荒井由実     | 3:56  |
| 2.                 | 「どうぞこのまま」              | 丸山圭子       | 丸山圭子     | 4:50  |
| 3.                 | 「旅の宿」                      | 岡本おさみ     | 吉田拓郎     | 3:52  |
| 4.                 | 「ジェラシー」                  | 井上陽水       | 井上陽水     | 4:51  |
| 5.                 | 「私は泣いています」            | りりィ         | りりィ       | 4:46  |
| 6.                 | 「ワインレッドの心」            | 井上陽水       | 玉置浩二     | 4:43  |
| 7.                 | 「メリー・ジェーン」            | Christpher Lyn | Hiro Tsunoda | 4:21  |
| 8.                 | 「メランコリー」                | 喜多条忠       | 吉田拓郎     | 4:39  |
| 9.                 | 「ダンスはうまく踊れない」      | 井上陽水       | 井上陽水     | 4:50  |
| 10.                | 「帰らざる日々」                | 谷村新司       | 谷村新司     | 5:10  |
| 11.                | 「P.S. ポカンポカンと雨が降る」 | 桑田佳祐       | 桑田佳祐     | 3:51  |
| 合計時間:          | 合計時間:                       | 合計時間:      | 合計時間:    | 49:49 |

### コンパクトカセット
| 全編曲: 川村栄二。 |                              |            |           |       |
| #                  | タイトル                     | 作詞       | 作曲      | 時間  |
| 1.                 | 「『いちご白書』をもう一度」 | 荒井由実   | 荒井由実  | 3:56  |
| 2.                 | 「どうぞこのまま」           | 丸山圭子   | 丸山圭子  | 4:50  |
| 3.                 | 「旅の宿」                   | 岡本おさみ | 吉田拓郎  | 3:52  |
| 4.                 | 「ジェラシー」               | 井上陽水   | 井上陽水  | 4:51  |
| 5.                 | 「私は泣いています」         | りりィ     | りりィ    | 4:46  |
| 6.                 | 「ワインレッドの心」         | 井上陽水   | 玉置浩二  | 4:43  |
| 合計時間:          | 合計時間:                    | 合計時間:  | 合計時間: | 26:58 |

| 全編曲: 川村栄二。 |                                 |                |              |       |
| #                  | タイトル                        | 作詞           | 作曲         | 時間  |
| 1.                 | 「メリー・ジェーン」            | Christpher Lyn | Hiro Tsunoda | 4:21  |
| 2.                 | 「メランコリー」                | 喜多条忠       | 吉田拓郎     | 4:39  |
| 3.                 | 「ダンスはうまく踊れない」      | 井上陽水       | 井上陽水     | 4:50  |
| 4.                 | 「帰らざる日々」                | 谷村新司       | 谷村新司     | 5:10  |
| 5.                 | 「P.S. ポカンポカンと雨が降る」 | 桑田佳祐       | 桑田佳祐     | 3:51  |
| 合計時間:          | 合計時間:                       | 合計時間:      | 合計時間:    | 22:51 |